# Fruitland (Iowa)
Pour les articles homonymes, voir Fruitland.
Fruitland est une ville du comté de Muscatine, en Iowa, aux États-Unis. Elle est incorporée le 24 août 1972.